# Fernando Pereira (cantor)

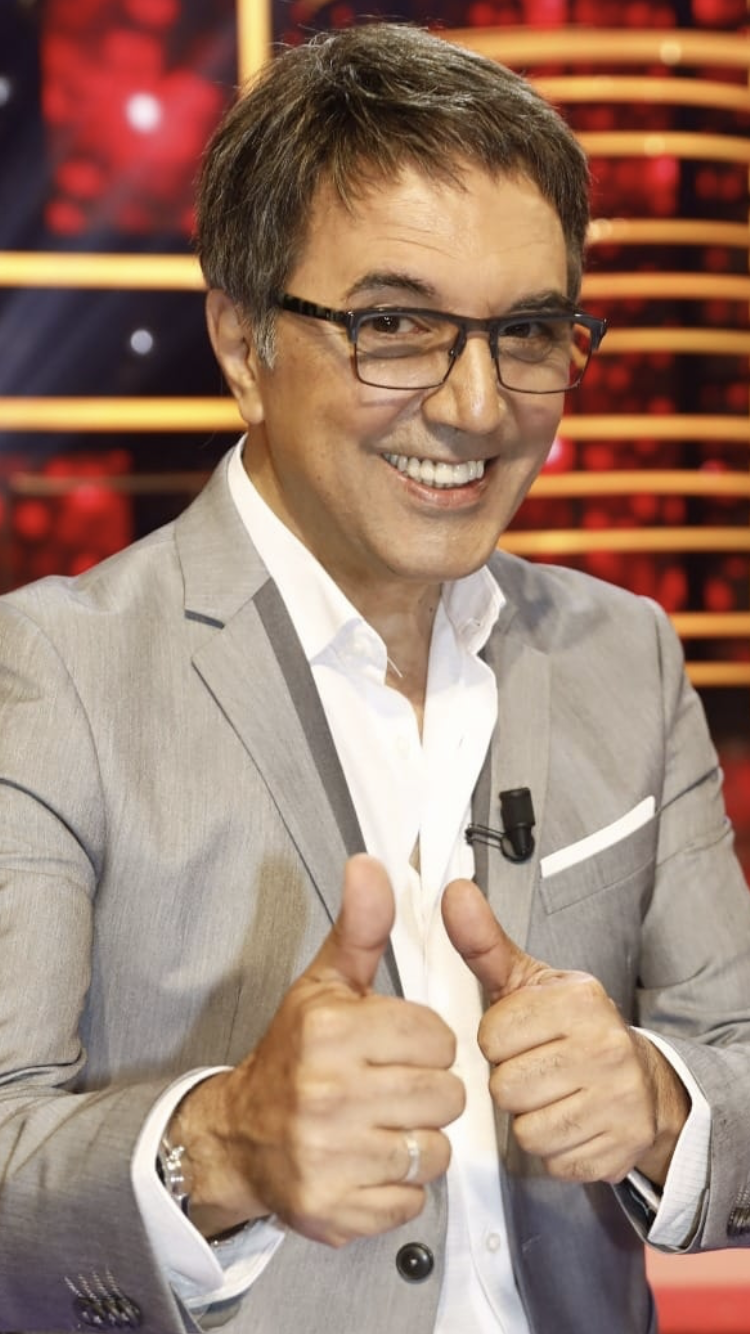
Fernando Pereira na TVI em 2019

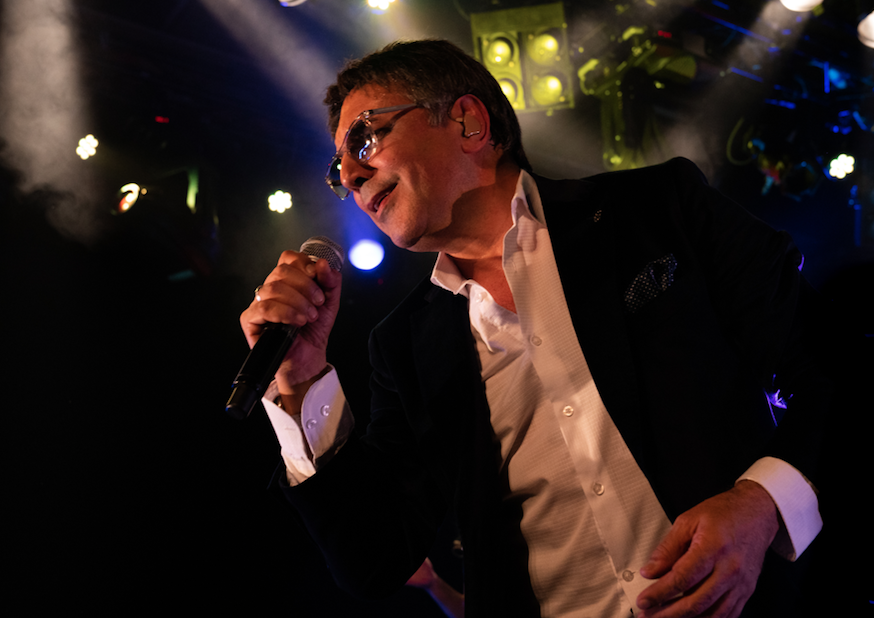
Fernando Pereira actuando ao vivo no réveillon do Casino Estoril em 1 de Janeiro de 2020

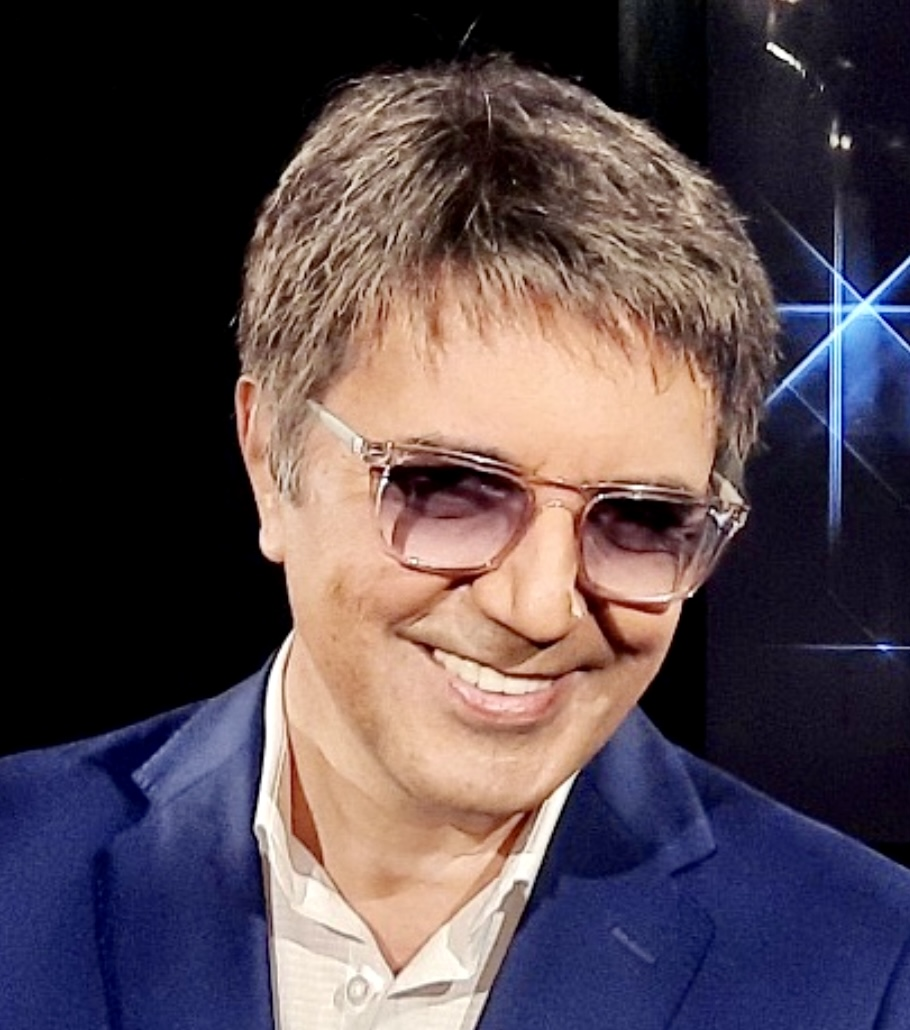
Fernando Pereira no seu espetáculo Lord Of The Voices Online em 2020

Fernando Pereira (Lisboa, 14 de Março de 1959), conhecido cantor e "senhor das vozes" é um artista e produtor de espetáculos português, de carreira internacional.

## Carreira
Nascido no seio de uma tradicional família alentejana, Fernando Pereira é cantor e actor profissional desde 1982 e tem uma capacidade de imitar as vozes dos mais variados cantores, sejam eles homens ou mulheres, nacionais ou estrangeiros. 
No Simpósio Internacional da Voz, realizado em 1986 na cidade do Porto, o seu aparelho vocal foi examinado por inúmeros médicos e especialistas de vários países, tendo sido considerado um caso entre vários milhões e em Abril de 1995, no 1.º Congresso Mundial da Voz, foi um dos artistas convidados a actuar no evento, juntamente com José Carreras, Ileana Cotrubas, Teresa Berganza e outros conceituados cantores líricos internacionais.
Apresentou o concurso Casa Cheia na RTP em 1990, tendo sido o primeiro apresentador desse famoso programa. Vários estudos de audiência demonstram que ao longo de vários anos sempre capitalizou excelentes resultados para os programas de televisão que apresentou ou em que se apresentou, colocando-os normalmente entre os 10 mais vistos dos tops semanais.
Lançou vários discos nas editoras Transmédia, MBP, Vidisco e Ovação. Foi, entre outros, disco de platina em 1988, por vendas superiores a 40 000 unidades com o álbum Espectáculo, discos de ouro em 1990 pelas vendas do álbum Com Humor e Carinho e em 1995 com o CD Live in the USA.

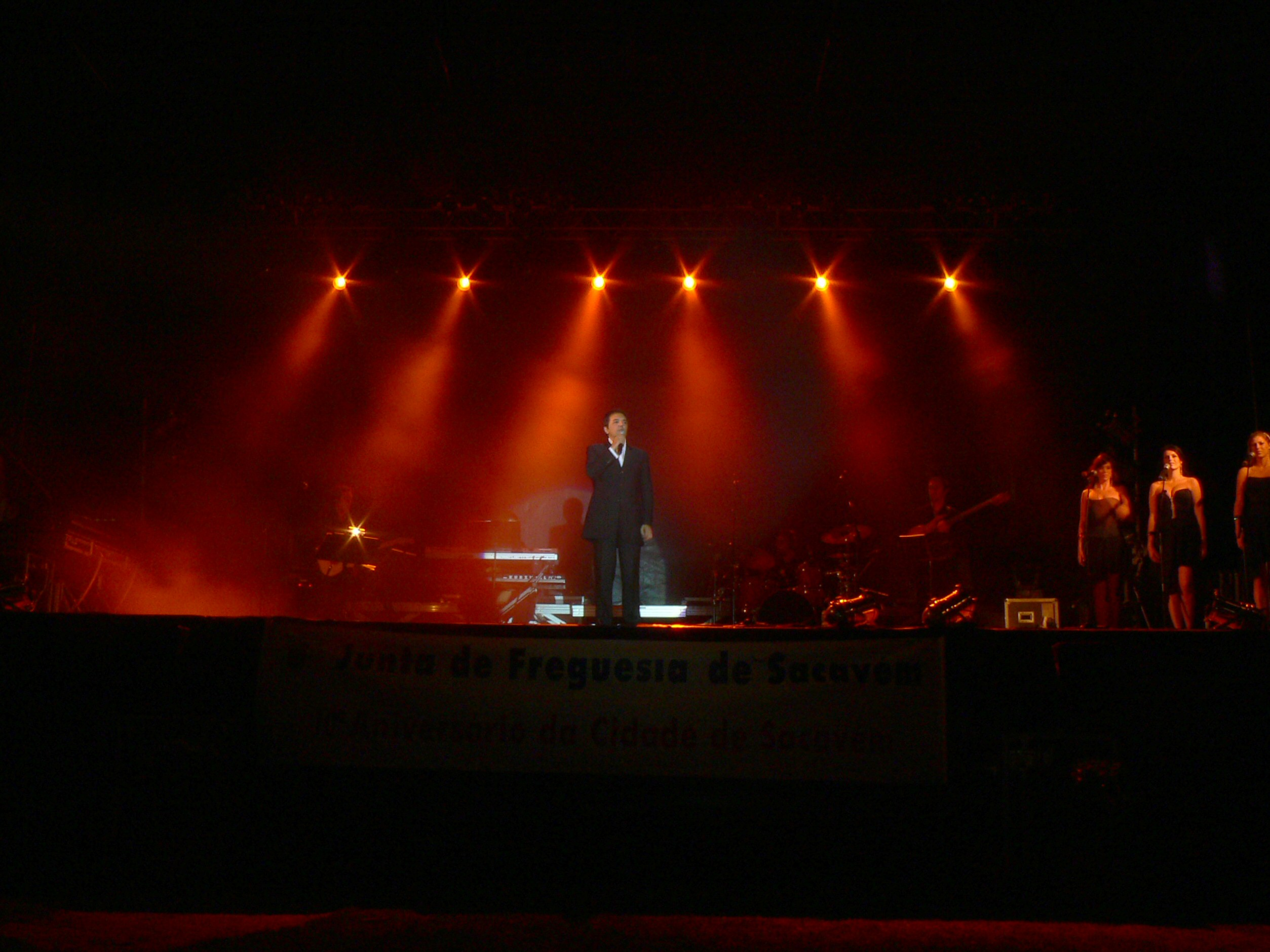
Fernando Pereira ao vivo

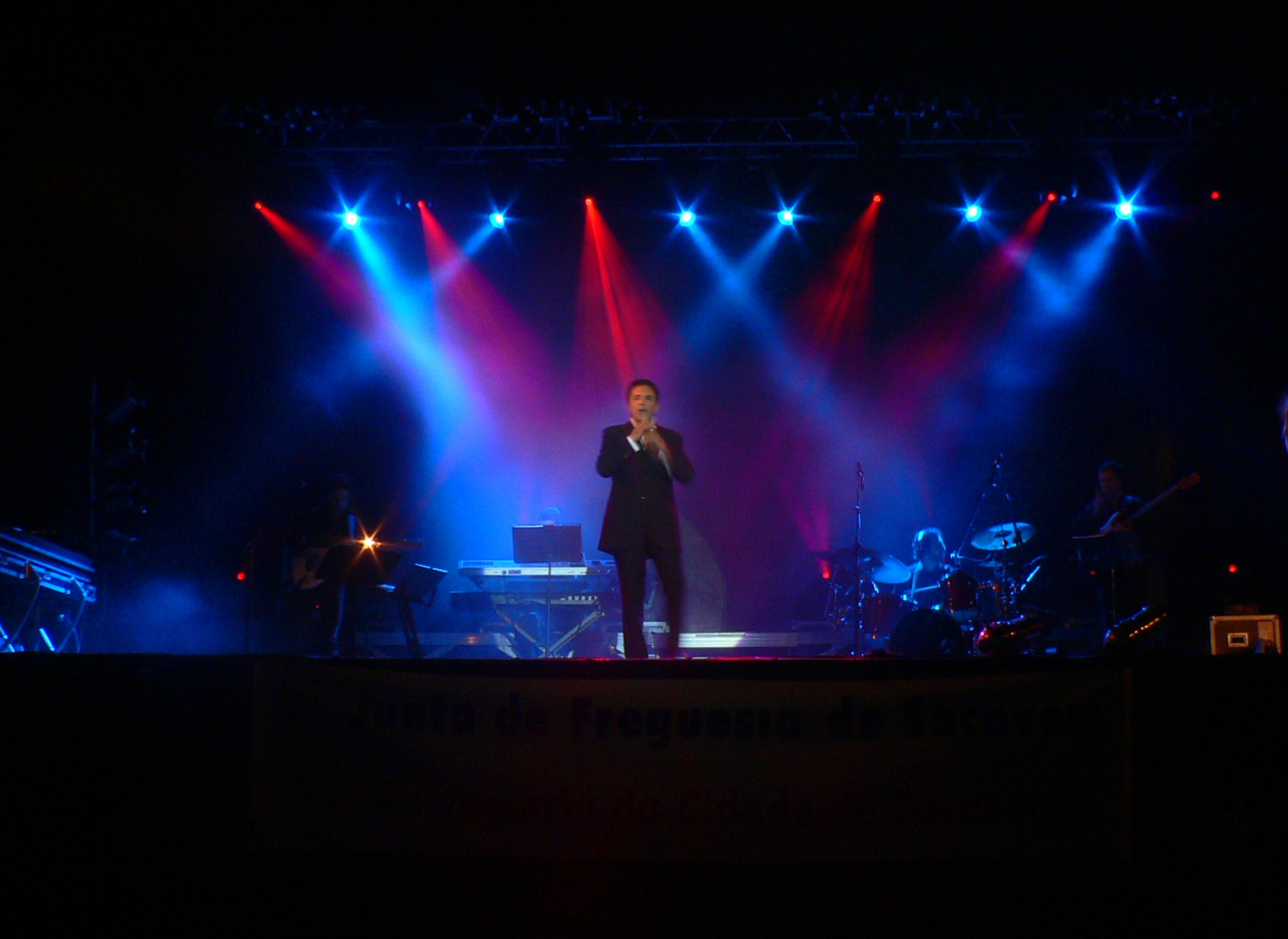
Fernando Pereira ao vivo.

Possuidor de um quase inesgotável repertório internacional, realizou já digressões pela Alemanha, Angola, África do Sul, Austrália, Bélgica, Bermudas, Brasil, Canadá, Dubai, Egipto, Eslovénia, Espanha, Estados Unidos, França, Inglaterra, Itália, Luxemburgo, Namíbia, Rússia e Suíça, onde um dos seus programas de televisão representou a RTP no Festival Internacional Rosa D'Ouro, em Montreux, tendo sido classificado nesse ano entre os dez melhores ali apresentados.
Entre 1993 e 1997 realizou cerca de 120 espectáculos nos Estados Unidos da América. A larga maioria dessas actuações foram apresentadas em grandes salas, hotéis e casinos de Nova Iorque, Chicago, Las Vegas e Atlantic City. Só nesta cidade, no casino Trump Taj Mahal, este artista português realizou o seu espectáculo 78 vezes. 
Produziu também nesse período grandes eventos em casinos norte-americanos, promovendo a cultura e o turismo português, onde apresentou pela primeira vez internacionalmente outros grandes artistas como Dulce Pontes e Pedro Abrunhosa. Nesse elenco de convidados especiais, figuraram também Paulo de Carvalho, Carlos do Carmo, Maria da Fé, Rui Veloso e Nucha, a que se juntaram estilistas como José Carlos ou João Rolo, desportistas como Rosa Mota e ainda artistas plásticos como Maluda e Cargaleiro, entre muitos outros.
Em 1997 e 1998 protagonizou em Portugal o espectáculo "Variações, António" nos casinos da Póvoa e do Estoril. Protagonizou e produziu, em vários outros casinos portugueses, espectáculos como "Superstars In Concert" (1999), "Brasil, 500 anos de Paixão" (2000) e “Portugal 3001" (de Março de 2001 até Setembro de 2002).
Após o sucesso obtido com os projectos discográficos Simply The Best 20 Anos e Canticum - este último gravado em parceria com a soprano Isabel Maya - o artista editou, em Março de 2007, Só Nós Dois: Os Duetos Imprevistos, um CD que marcou a celebração dos seus 25 anos de carreira, com a particularidade bastante original de vários desses "duetos" serem cantados consigo próprio, com o cantor interpretando diferentes registos vocais.
Em 25 de Outubro de 2010, editou um novo projecto musical em CD, intitulado Fernando Pereira, A Sério, onde pela primeira vez assumiu integralmente a sua voz natural e a sua própria sonoridade e identidade vocal, enquanto cantor e intérprete.
Celebrando 30 anos de carreira em 2012 e explorando cada vez melhor as suas facetas de cantor, imitador e entertainer, o artista criou, em sequência desta sua multifacetada postura artística, uma produção glamorosa e super divertida, constituída pelos melhores e mais representativos sucessos da sua história, a par de outros grandes temas e vozes de hoje, num alinhamento especialmente concebido para essa ocasião especial.
António Variações, Paulo de Carvalho, Ruy Mingas, Cesária Évora, Simone de Oliveira, Tony de Matos, Roberto Carlos, Chico Buarque, Maria Bethânia, Tom Jobim ou Ney Matogrosso, a par de Madonna, Mika, Muse, Lady Gaga, Anastacia, Ed Sheeran, Bruno Mars, Rick Astley, Bon Jovi, REM, Kool & The Gang, Tina Turner, Michael Jackson, David Bowie, Elvis Presley, Janis Joplin ou Louis Armstrong, são apenas alguns entre os muitos nomes de Portugal e do mundo, que desfilam em palco através da magia e arte de Fernando Pereira.
Convidado pela empresa Estoril-Sol para produtor dos espectáculos no Salão Preto e Prata do Casino Estoril, iniciou em Setembro de 2013 a apresentação do show internacional "Lord of the Voices", um espectáculo em que o artista se assume totalmente "a solo" em palco, trazendo consigo dezenas de outras "vozes" e contracenando permanentemente com imagens de vídeo, criteriosamente editadas e sincronizadas com as músicas que interpreta ao vivo.
Em 20 de Junho de 2015, Fernando Pereira apresentou no Grande Auditório do CCB, em Lisboa, um espetáculo absolutamente surpreendente e alternativo, totalmente diferente da sua linha habitual, intitulado "Concerto de Lua Nova - Um Momento de Amor e Poesia". Neste novo projecto, que acumula em digressão com o show "Lord of the Voices", o artista é acompanhado em palco por um grupo de músicos de formação clássica, onde se destaca a participação especial do conhecido compositor e mestre de guitarra, Silvestre Fonseca.
Lançou em 2016 um novo duplo CD, denominado “Amores & Humores” e recebeu, em 2017, o prestigiante prémio Pro Autor, atribuído em Lisboa pela SPA – Sociedade Portuguesa de Autores.
Em 2018 foi convidado para assinar uma coluna na Perspectiva – Revista de Partes.

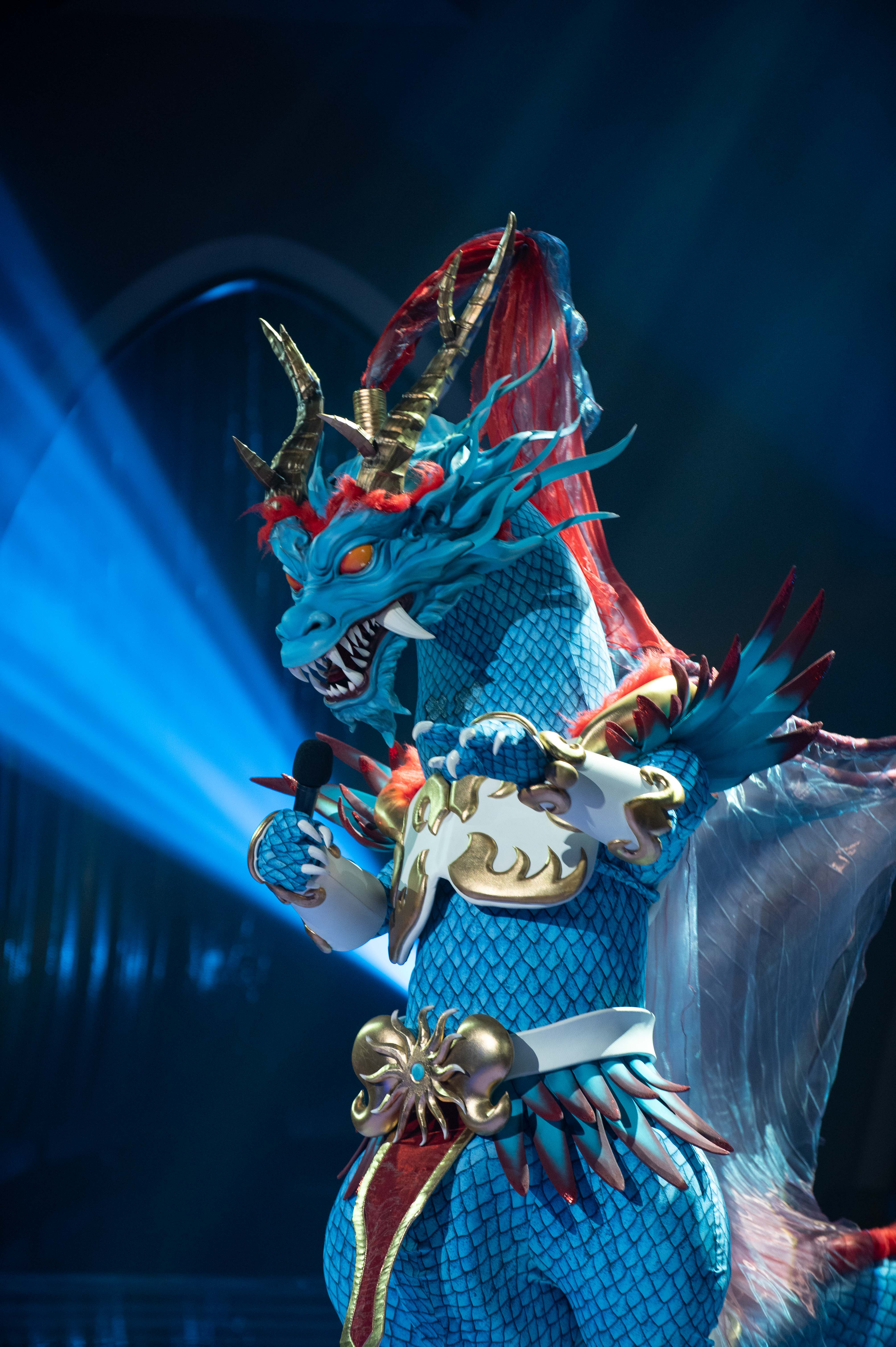
Fernando Pereira em Dragão, no programa A Máscara da SIC

## Discografia
- "Ao Domingo os Namorados" (Single) – Transmédia 1984
- "Espectáculo" (LP) – MBP 1988 - Disco de Platina
- "Com Humor e Carinho" (LP e CD) – Ovação 1990 - Disco de Ouro
- "Ao Vivo no Coliseu" (LP e CD) – Ovação 1992 - Disco de Prata
- "Live in the USA" (CD) – Vidisco 1995 - Disco de Ouro
- "Simply the Best – 20 Anos" (CD Duplo) – Ovação 2003
- "Canticum" com Isabel Maya (CD) – Ovação 2004
- "Só Nós Dois: Os Duetos Imprevistos" (CD) – Ovação 2007[1]
- "A Sério" (CD) - Ovação 2010
- "Amores & Humores" (CD Duplo) - Ovação 2016